# Environmental Communication (revista científica)
Environmental Communication es una revista científica revisada por pares que cubre la comunicación ambiental. Se creó en mayo de 2007, con Steve Depoe (Universidad de Cincinnati) como editor fundador, y se publica ocho veces al año por Routledge. Es la revista oficial de la Asociación Internacional de Comunicación Ambiental. El editor jefe es Shirley Ho (Universidad Tecnológica de Nanyang). Según el Journal Citation Reports, la revista tiene un factor de impacto en 2018 de 2,469.

## Métricas de revista
2024
- Web of Science Group : 2.84
- Índice h de Google Scholar: 38
- Scopus: 3.48